# Novac u Harryju Potteru
U seriji knjiga o Harryju Potteru engleske spisateljice J. K. Rowling koristi se jedinstven novčani sustav. Sav je novac u obliku kovanica (dakle, nema novčanica) i podijeljen je (poredano po vrijednosti od najvrednijih) na zlatne galeone, srebrne srpove i brončane knutove.
Hagrid u prvoj knjizi tvrdi da je lako razumjeti taj sustav, iako je odnos vrijednosti u sustavu pomalo čudan. U većini svjetskih novčanih sustava postoje dvije vrste novca iste valute od kojih je jedna sto puta veća od druge (1 € = 100 ¢, 1 $ = 100 ¢, 1 kn = 100 lp itd.), dok u svijetu Harryja Pottera postoje tri vrste novca iste valute. Zbog autoričine sklonosti satiri može se zaključiti da je taj novčani sustav zapravo oblikovan kao parodija na stari britanski sustav, gdje je jedna funta imala 20 šilinga, a jedan šiling 12 penija.

## Pretpostavke o vrijednosti
J. K. Rowling u intervjuu za Comic Relief izjavila je da jedan galeon vrijedi "otprilike pet funti". Međutim, vjerojatnije je da autorica vrijednosti čarobnjačkog novca nije promislila u detalje ili da bitno drugačija socijalna struktura čarobnjačke zajednice (uključujući i nepostojanje masovne proizvodnje) znači i bitno drugačije cijene za slične predmete koji postoje i u 'bezjačkom' svijetu. 
U knjizi Čudesne zvijeri i gdje ih naći dobivamo dvije informacije koje bi mogle pomoći u usporedbi vrijednosti galeona i novca iz stvarnog svijeta. Kao prvo, da je u dobrotvorne svrhe prikupljeno 174 milijuna funti što je jednako 34.000.872 galeona, 14 srpova i 7 knutova (iznos je u Metloboju kroz stoljeća zaokružen na 34 milijuna galeona). Također je navedeno da je cijena knjige 2,50 funti (oko 19 kuna) odnosno 14 srpova i 3 knuta.
Prva informacija govori da jedan galeon vrijedi oko 5,12 funti (oko 53 kune), ali druga informacija govori da jedan galeon vrijedi otprilike 3,01 funti (oko 31 kune). Prva bi informacija trebala biti točnija dok druga nije nužno toliko precizna (možda čarobnjaci moraju platiti više za knjigu od bezjaka):
- 1 galeon vrijedi otprilike 5,12 funti ili 53,30 kuna
- 1 srp vrijedi nešto više od 30 penija ili 3,12 kuna
- 1 knut vrijedi nešto više od jednog penija ili 10 lipa

Harry je svoj čarobni štapić platio 7 galeona ili oko 370 kuna.

## Banke
Jedina banka koja se spominje u Harryju Potteru je Gringotts koju vode goblini. Ta se banka nalazi u Zakutnoj ulici u Londonu. Hagrid tvrdi da čarobnjaci imaju "samo jednu" banku. Postoji mogućnost da Gringotts ima podružnice u drugim zemljama, vjerojatno barem u Egiptu gdje je prije dolaska u Londonsku podružnicu radio Ronov stariji brat Bill.

## Dizajn kovanica
Na svakom galeonu postoji serijski broj iz kojeg se može saznati koji ga je goblin iskovao. U Harryju Potteru i Redu feniksa Hermione je začarala lažne galeone da pokazuju datum i vrijeme sljedećeg sastanka D.A. umjesto serijskog broja.
Iako su kovanice korištene u filmovima okrugle, u knjigama možda drugačije dizajnirane. Također, ništa nije rečeno o veličini i težini kovanica, iako se u Harryju Potteru i Plamenom peharu jedan bezjak žalio na dvojicu ljudi koji su mu pokušali platiti zlatnim novčičima samo malo manjima od kotača. Moguće je da je taj bezjak pretjerivao zato što bi kovanice te veličine bile ne samo jako teške, nego bi i vrijedile znatno više od pretpostavljene vrijednosti galeona. 